# Gesse (rivière)
Pour les articles homonymes, voir Gesse.
La Gesse est une  rivière du Sud de la France, dans les départements de la Haute-Garonne, des Hautes-Pyrénées et du Gers, en région Occitanie. Elle est un sous-affluent de la Garonne par la Save.

## Géographie
De 52 km de longueur, la Gesse prend sa source à Arné sur le plateau de Lannemezan, dans les Hautes-Pyrénées, et se jette dans la Save près de Cadeillan dans le département du Gers.

### Départements et communes traversés
- Hautes-Pyrénées : Arné, Bazordan
- Gers : Tournan, Sabaillan, Cadeillan, Sauveterre, Espaon
- Haute-Garonne : Boudrac, Saint-Loup-en-Comminges, Nizan-Gesse, Gensac-de-Boulogne, Blajan, Boulogne-sur-Gesse, Mondilhan, Péguilhan, Nénigan, Saint-Ferréol-de-Comminges, Puymaurin, Molas, L'Isle-en-Dodon, Boissède

## Principaux affluents
- Ruisseau de Larjo (rd[note 1]) : 14,8 km
- Ruisseau du Merdet  (rg) : 6,8 km
- Ruisseau de Saint-André : 4,9 km
- Ruisseau de Moysenne : 5,2 km

## Hydrologie
En période d'étiage son cours est maintenu pour l'irrigation et pour les besoins d'alimentation en eau potable et de salubrité par le canal de la Neste.
La Gesse a causé de nombreux dégâts matériels importants lors des crues de 1977 et de 2002.
Un barrage-poids a été construit sur la Gimone entre Lalanne-Arqué et Lunax, créant le lac de la Gimone d'une longueur d'environ six kilomètres. Ce lac est aussi en partie alimenté par la Gesse via un canal souterrain au niveau de Blajan. Le débit pris en amont est réinjecté dans la rivière au niveau de Lunax.

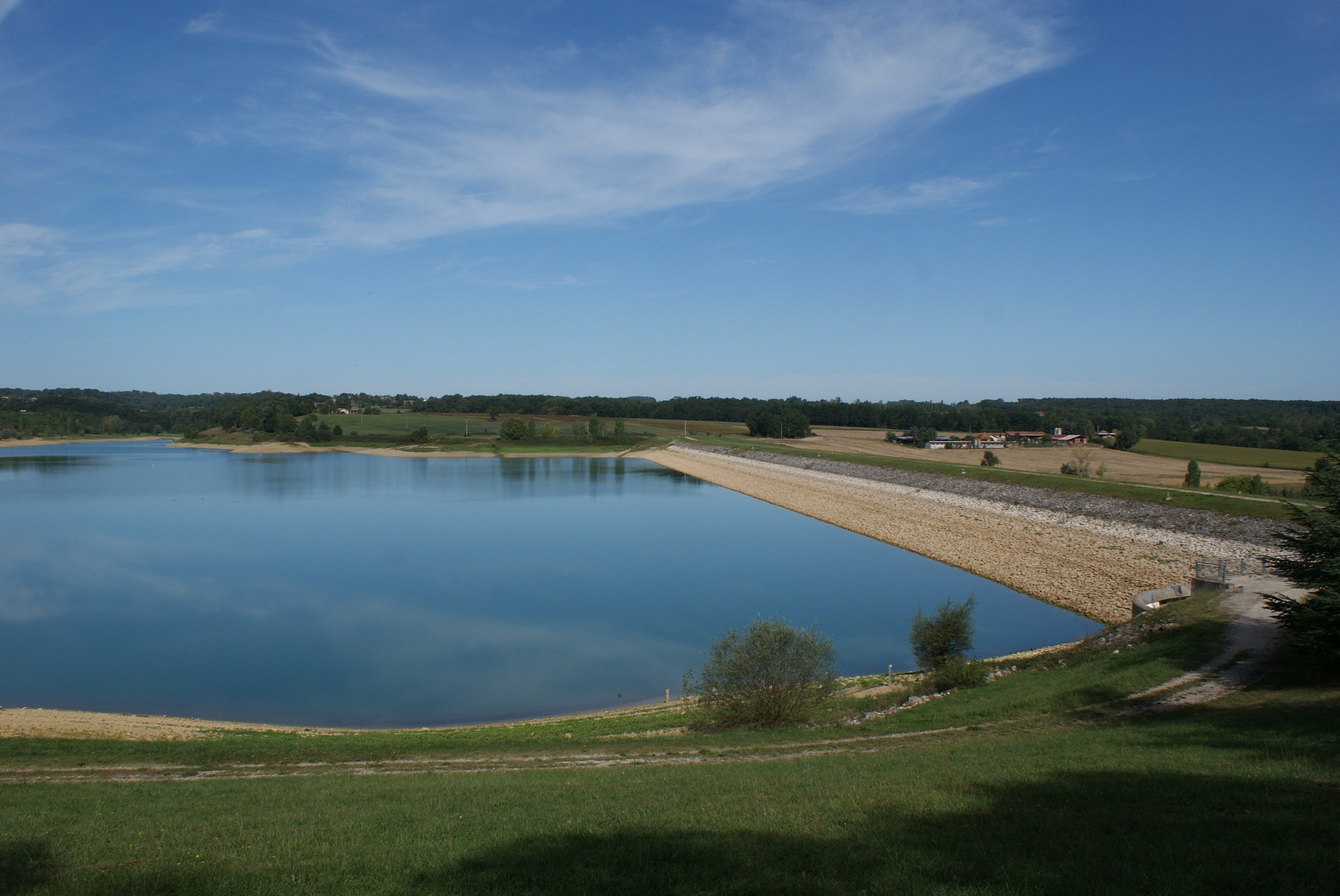
La digue du lac de la Gimone.

## Aménagements et écologie

### Activités touristiques
- Canoë
- Pêche